# Couple (marine)
« Estain » redirige ici. Pour l’article homophone, voir Estaing.

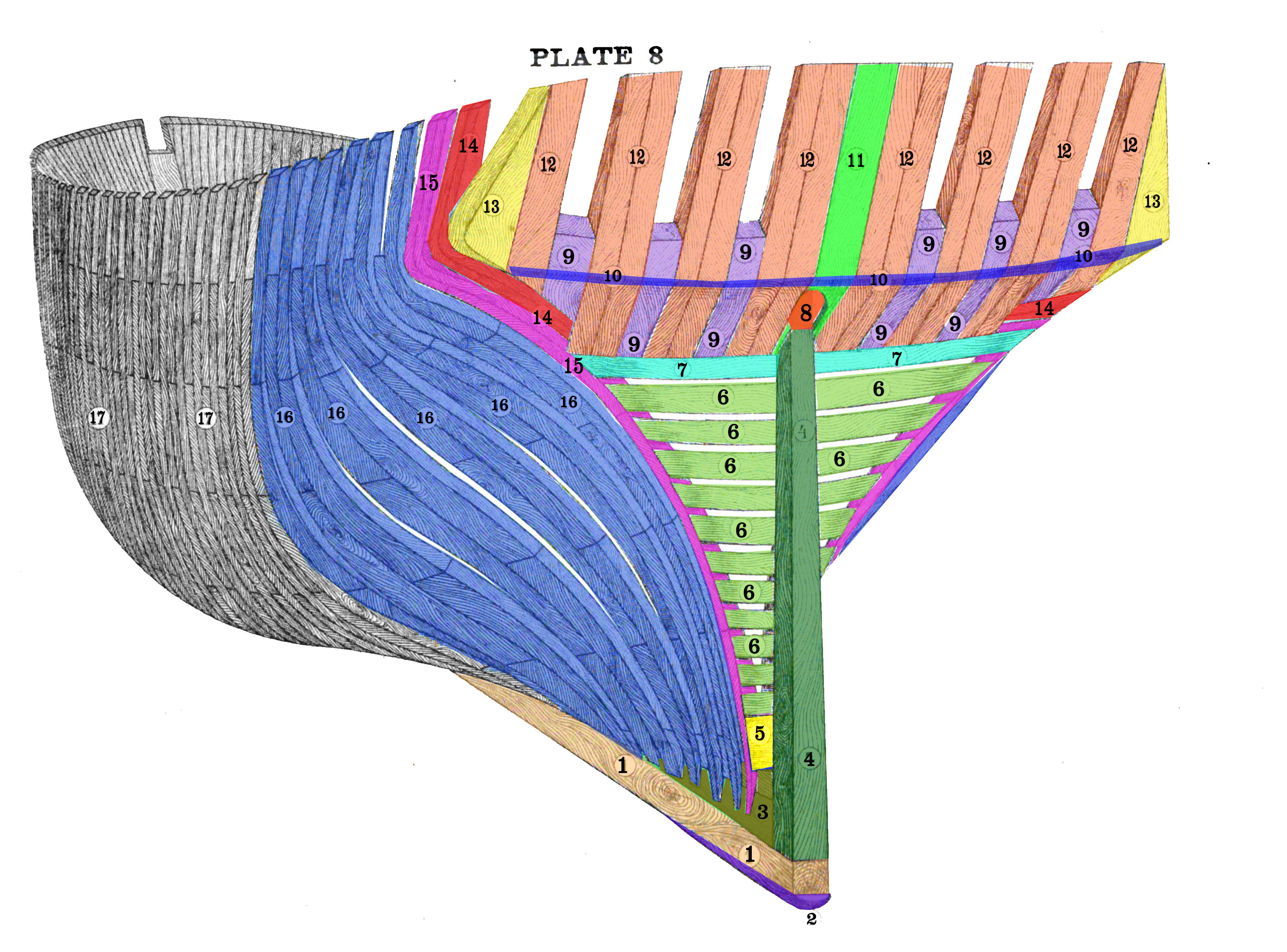
Henri Paasch, Illustrated Marine Encyclopedia, 1890, croquis de la poupe. 1. quille ; 2. aileron ; 3. massif d'étambot/courbe d'étambot ; 4. étambot ; 5. garniture pour bois ; 6. petites barres d'arcasse ou barres de contre-arcasse ou contre-lisses ; 7. barre d'hourdi, lisse de hourdi ou grande barre d'arcasse ; 8. jaumière ; 9. allonge de poupe (voûte) ; 10. bord (voûte) ; 11. apôtre d'étambot ; 12. jambette de voûte ; 13. allonge de côté (voûte) ; 14. couples de l'arrière ; 15. estain ; 16. couples dévoyés ou élancés ; 17. couples droits.

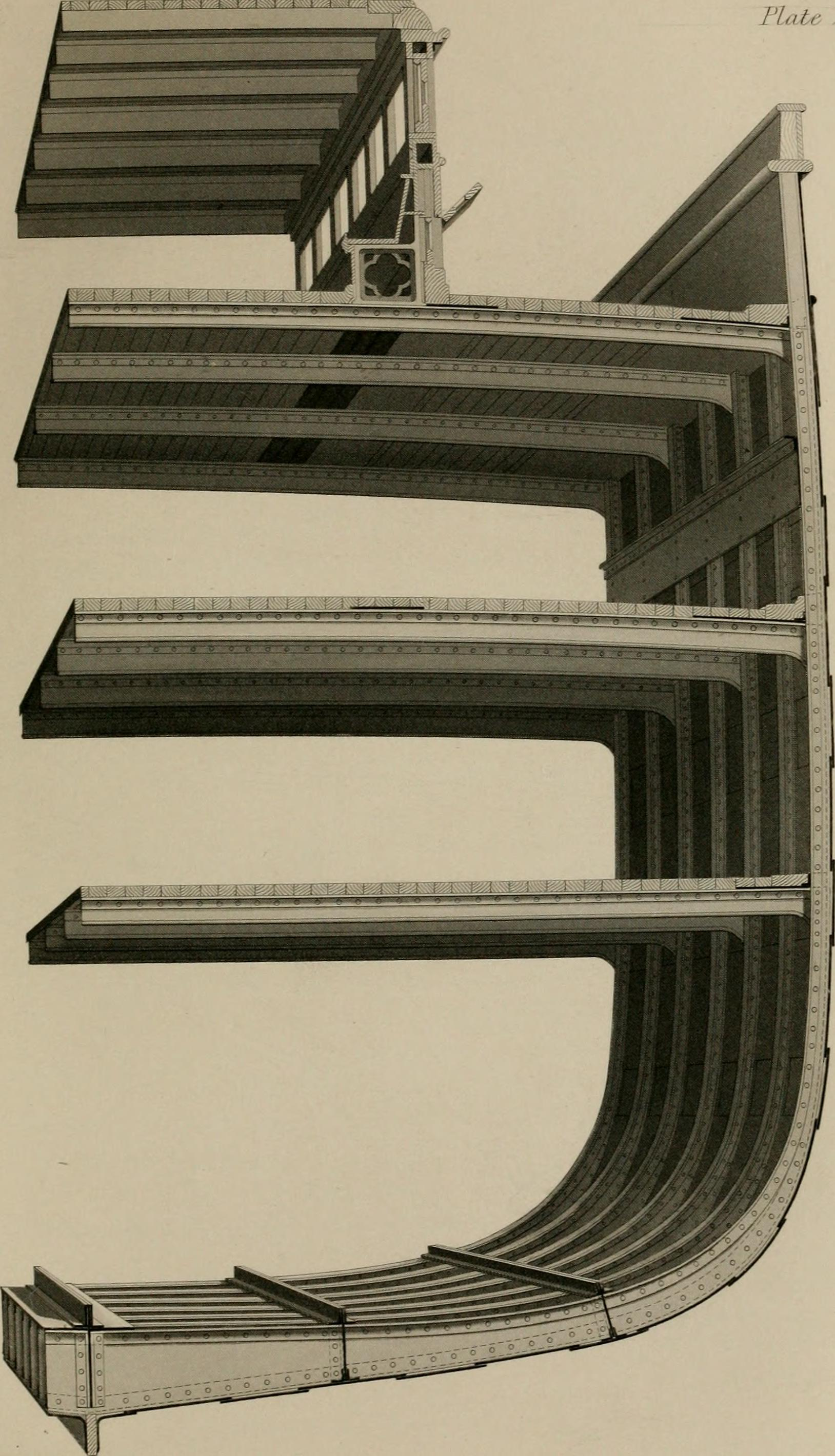
Suite de couple sur un navire en acier.

Les couples, sont en termes de marine, des pièces de construction à deux branches qui s'élèvent symétriquement, de chaque côté de la quille, jusqu'à la hauteur du plat-bord. Les couples forment avec la quille, l'étrave et l'étambot, ce qu'on appelle la charpente, le squelette, la carcasse ou le bois tors du navire ; ils en sont, en quelque sorte, les côtes, ils en déterminent la forme; c'est sur eux que se clouent les bordages de la carène, ceux de la muraille et les vaigres. La position des couples se vérifie par le balancement et le « perpignage ». Les couples forment la membrure dans un grand bateau ; dans un petit bateau la membrure est constituée de membres.

## Description
Les couples sont d'assemblage : les couples, sont composés, presque toujours, de deux couches, ou plans de bois, formés eux-mêmes de plusieurs pièces de charpente, dont la combinaison est telle que l'extrémité d'une des pièces du plan supérieur s'applique sur une partie de la longueur de la pièce inférieure. Les « écarts » (le lieu de la jonction de deux pièces de charpente) se trouvent ainsi croisés. On donne le nom d'« empâture » aux portions recouvertes, et l'opération se poursuit dans l'étendue de la membrure. Les pièces qui se doublent de l'une à l'autre prennent différents noms selon leur emplacement : la partie qui repose sur la quille se on nomme « varangue », certaines pièces prennent le nom de « fausse varangue » ; celle qui continuant la varangue forme et soutient la rondeur de la carène se nomment « genou » ; la partie qui forme la muraille jusqu'au haut du bâtiment s'appelle « allonge », 1re, 2e, et selon les cas, 3e, 4e et 5e allonge,.
Quand les faces planes ou latérales d'un couple sont perpendiculaires au « plan diamétral » du navire et à la quille, le couple est dit « droit » (square timber) :
- ainsi sont les couples de la maîtresse partie (la partie entre la poupe et la proue) nommés « couples de levée » (principal timbers)[1] : les couples de levée forment la charpente verticale des côtés du vaisseau ; les couples de levée sont les principaux couples tracés sur le plan du constructeur, ceux qui doivent déterminer le relief exact de la forme voulue[4] ;
- l'« estain », le « coltis » et autres, ont ces mêmes faces obliques par rapport au plan diamétral, et on les appelle « dévoyés » ou « élancés » (cant timbers) ; cette disposition est adoptée, en partie, à cause de la forme particulière des extrémités du navire.

Les couples s'appellent en anglais frame, timber ou bend.

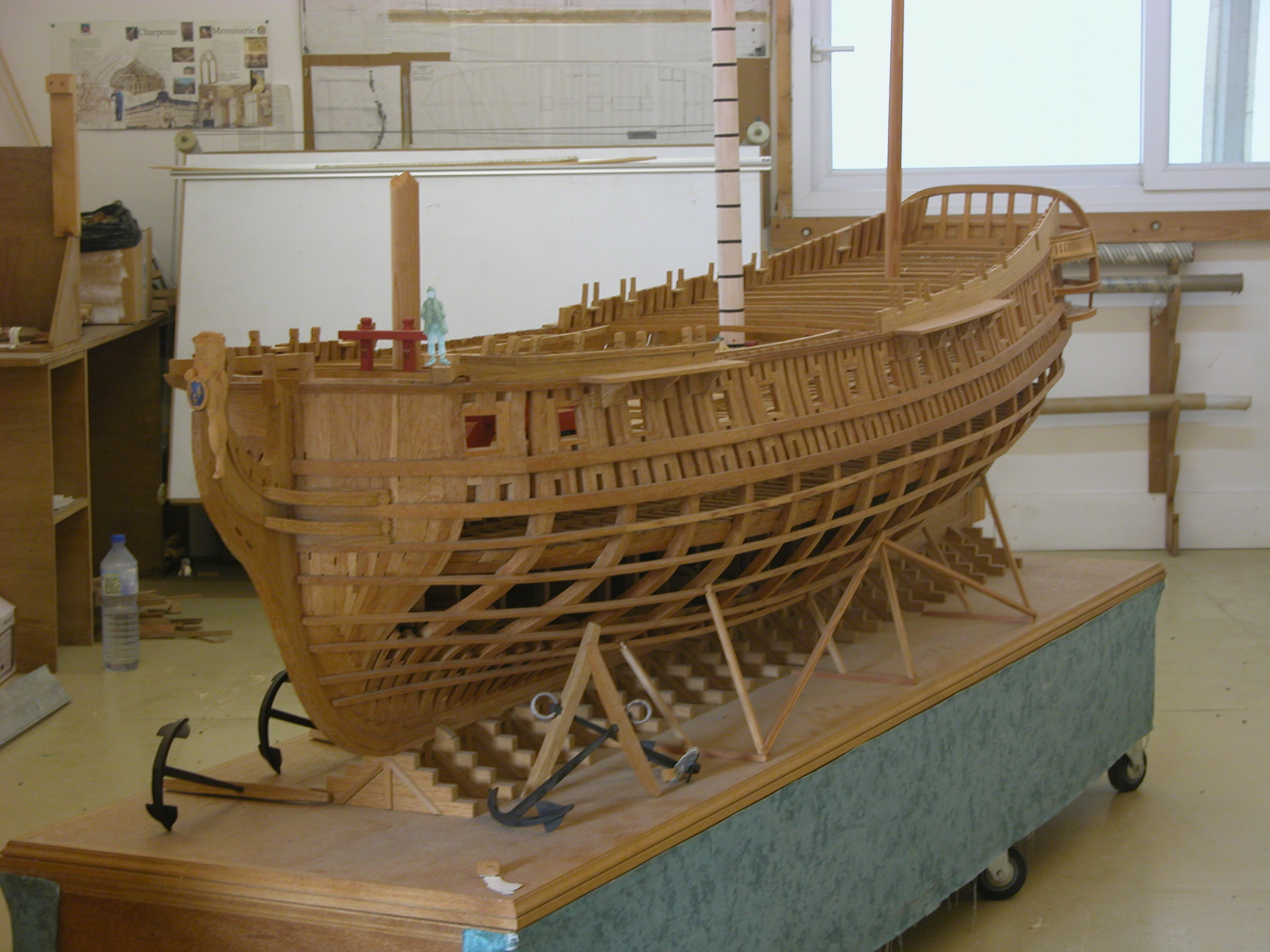
Maquette de réalisation employée sur le chantier de l'Hermione.
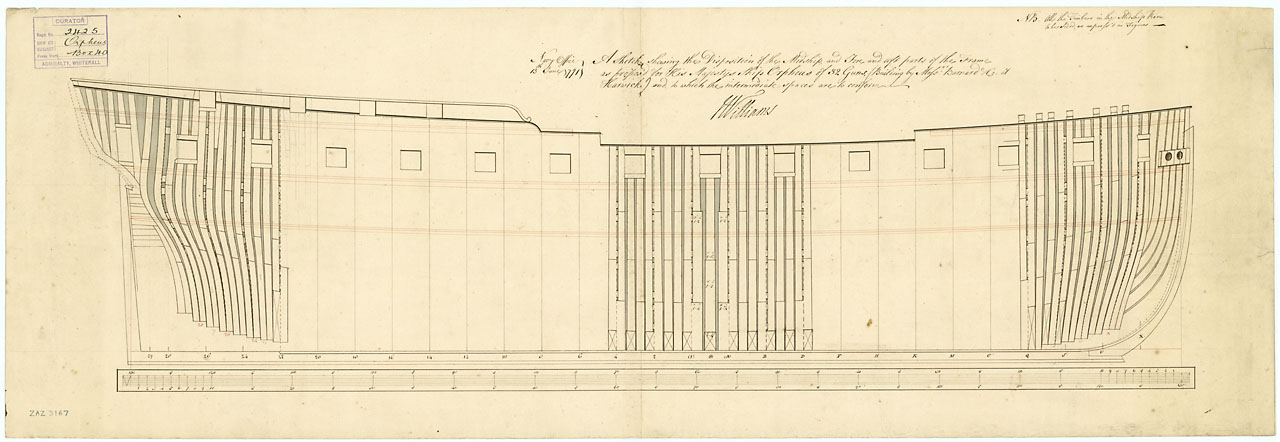
Shrewsbury (1758). Thomas Slade (arpenteur de la marine, 1755-1771) et William Bately (arpenteur de la marine, 1755-1765).
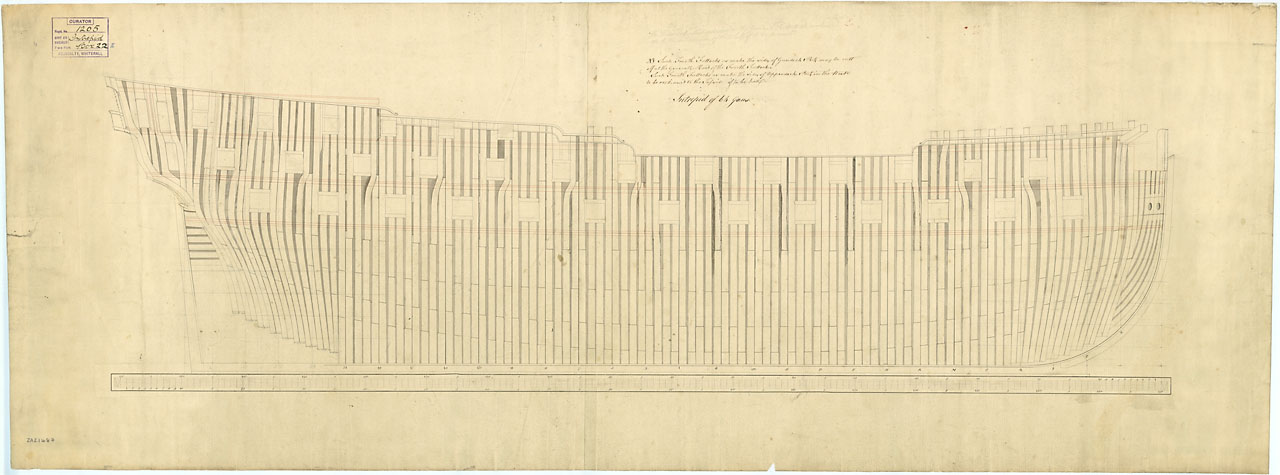
Intrepid (1770).

## Typologie

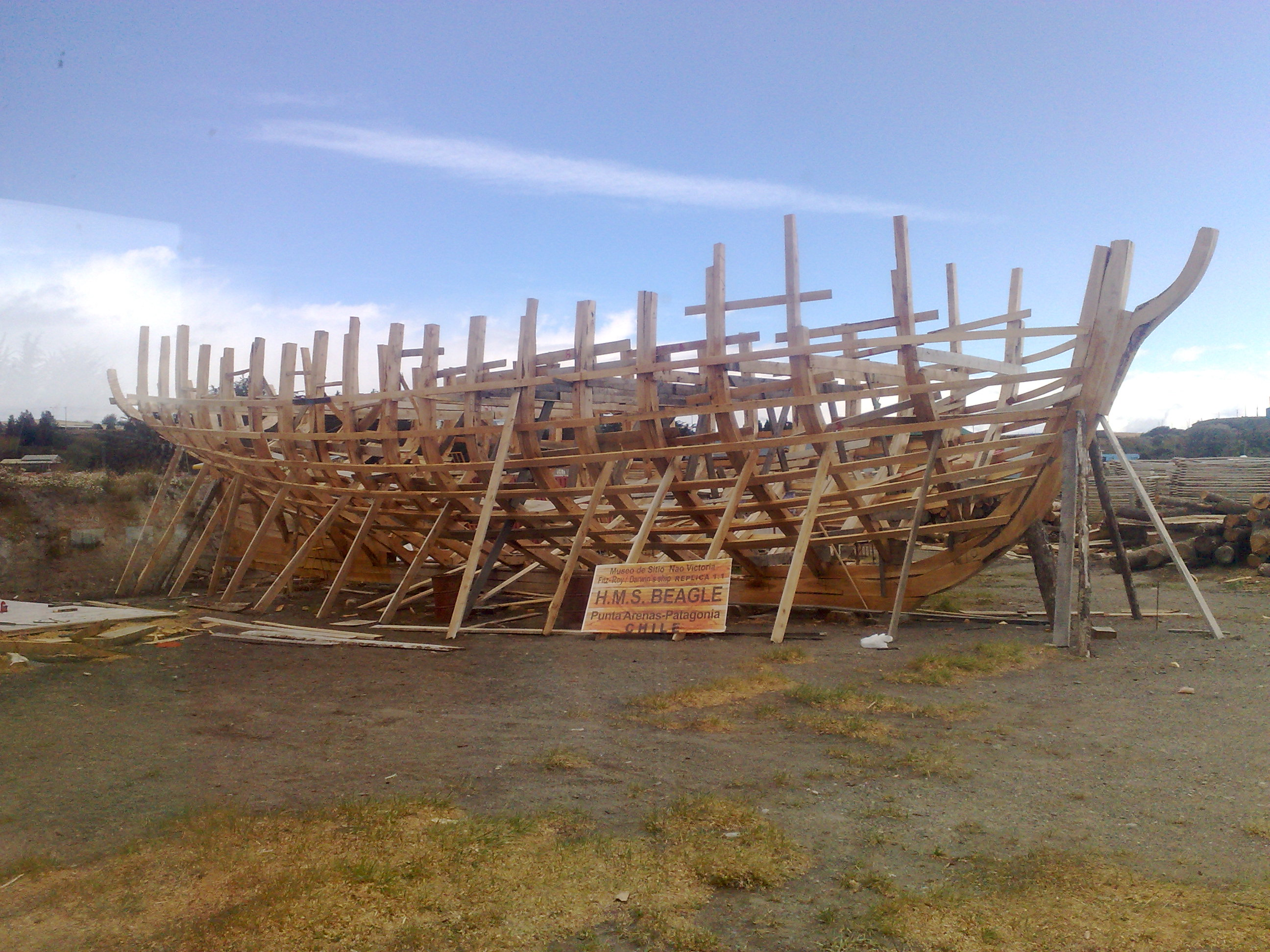
Réplique du. Musée Nao Victoria

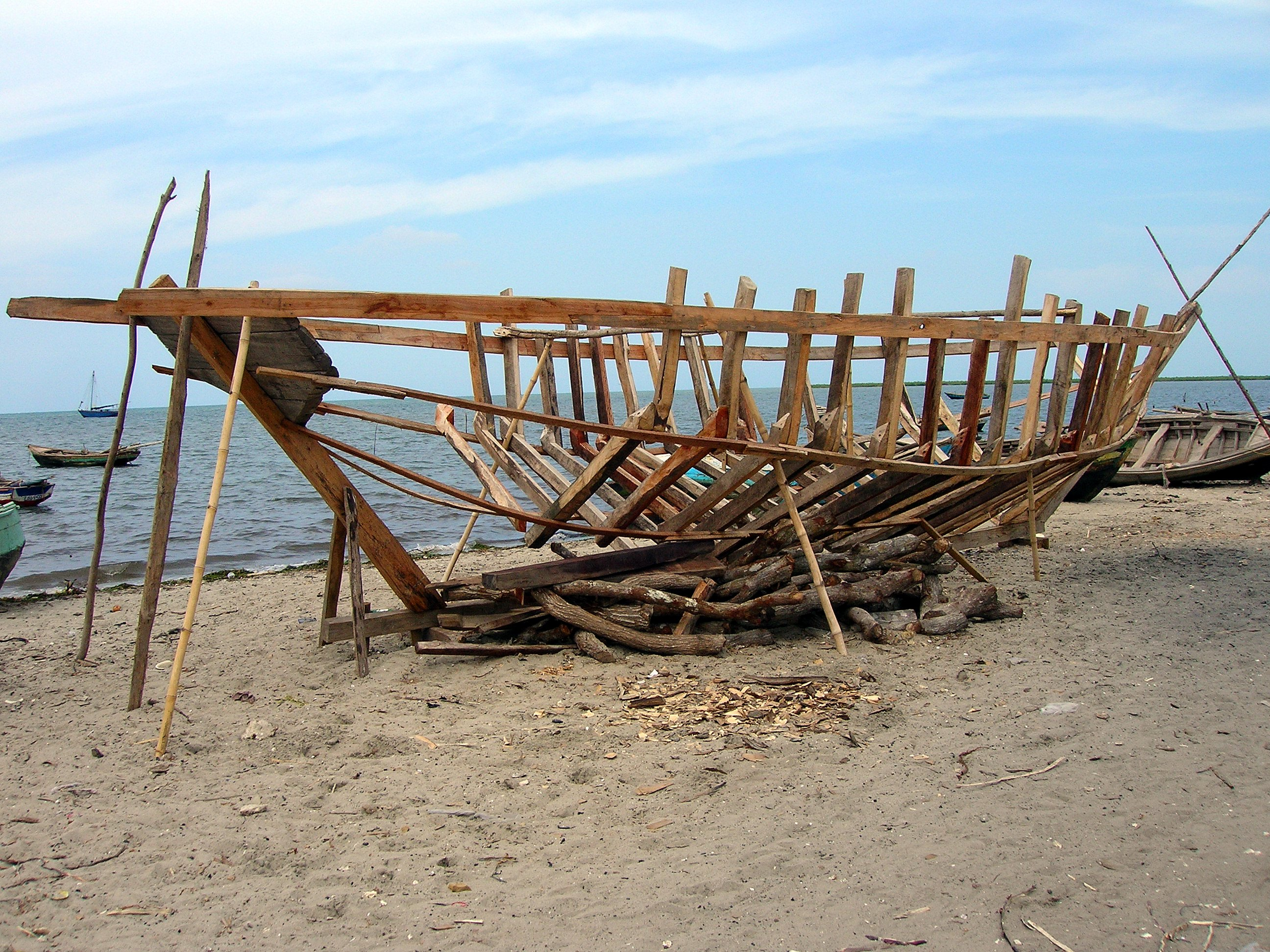
Bateau de pêche en construction à Cap-Haïtien

Quelquefois entre les couples de levée, on en place d'intermédiaires, nommés couple de remplissage (Filling timbers), qui ajoutent à la solidité du navire (notamment contre les boulet de canon). Plusieurs des couples d'un bâtiment ont un nom particulier; ainsi:
- le « maître-couple » (midship frame), dont les branches embrassent le plus grand espace (situé sous le maître-bau);
- lorsqu'on place deux maîtres-couples pour conserver une même largeur sur un plus grand espace, celui de l'avant se nomme « maitre-avant », et celui de l'arrière, « maître-arrière ».
- les « couples de levée » et de remplissage ont été définis avant;
- les « couples de balancement » (balance timbers) ou ceux dont l'ouverture sert à établir le rapport entre la capacité ou le volume des parties avant et arrière du navire.
- le « couple du grand lof » (loofframe) est celui qui correspond au lieu fixé pour la grand-voile;
- le « couple de coltis » (knucle timber) est celui au-dessus duquel sont les bossoirs.

Si l'on imagine deux plans transversaux passant l'un par les faces avant du coltis, l'autre par les faces avant de l'estain et des alonges de cornière, la membrure d'un navire se trouve divisée en trois parties, dites la proue, la maîtresse partie et la poupe.
La surface du maître-couple d'un vaisseau de 1er rang est de 104 m2.

## Maille
L'espace entre les couples est appelé « maille »; dans les navires de guerre (de combat), la maille était inférieure au diamètre d'un boulet de canon; il en résultait pour les grands bâtiments une membrure massive dans laquelle le rapport du vide au plein était de 23%; mais lorsque l'on n'était pas astreint à observer ces conditions militaires ou pouvait substituer aux couples de remplissage simples, des couples doubles, qui plus rigide donnaient à la coque une solidité égale ou même supérieure, tout en étant en moins grand nombre. Sur les navires de transport ou les avisos, le rapport du vide au plein peut être porté sans inconvénients à 30%, voire 50%, sans que la solidité du navire en soit altérée; ce qui arrêtait dans cette voie c'est la grandeur absolue que prenait alors la maille et qui devenait telle que les bordages n'étaient plus suffisamment soutenus entre deux couples consécutifs; et qu'en outre dans les parties courbes où ils étaient fortement pliés, ils étaient exposés à rompre sur les arêtes saillantes des couples.
Dans les navires de guerre les couples de levée sont espacés pour former les façades de sabords mais avec un semblable écartement ils ne sauraient fournir au bordé de la carène un appui suffisant pour résister aux pressions extérieures; tout l'ensemble de la muraille manquerait de solidité; on les complète donc par les couples de remplissages, que suivant l'ancienne pratique des arsenaux on ne construit qu'une fois les couples de levée et les lisses définitivement arrêtés.

## Assemblage
On façonne et assemble par terre les couples de levée qu'on les élève les uns après les autres sur la quille (placée sur ses tins) et la contre quille; au moyen de bigues, on les fixe à leur juste place, et on les soutient par des accores (pièce de soutien), puis on les relie les uns aux autres par des lisses de construction, pièces de bois flexibles horizontalement disposées et qui servent à guider le travail des couples de remplissage; à cet effet on place autour du vaisseau des montants, avec leurs traversins, pour les échafaudages nécessaires aux ouvriers. Telles sont les premières opérations de la mise en construction d'un bâtiment; lorsque les couples sont en place, le vaisseau qui consiste en sa carcasse est « selon le langage des marins », « en bois tors ».
Une fois le boisage accompli, on introduisait dans les mailles des clefs interposées entre les couples et s'étendant par files longitudinales de l'avant à l'arrière. Ces clefs avaient la forme de coins à faces légèrement inclinées et s'engageaient dans des mortaises de peu de profondeur pratiquées sur les faces latérales des couples; une fois en place on les frappait toutes à la fois à coups de masses de manière à établir un contact serré entre tous les couples. Les clefs étaient particulièrement propres à résister aux efforts de compressions qui se manifestent dans les fonds de navire. Des anguillers – petits canaux à section triangulaire – étaient pratiqués dans les coins pour rétablir la circulation de l'air dans la maille ou pour l'écoulement de l'eau susceptible de s'y introduire accidentellement.

## Autres significations de couple dans la marine
- Des avirons à couple (double backed oars) — montés deux à deux, un de chaque bord, de manière qu'un même banc d'embarcation porte deux rameurs[1].
- Naviguer en couple — pour deux navires naviguant ensemble, se tenir réciproquement par le travers l'un de l'autre et à petite distance[1].
- Une couple de haubans — paire de haubans, faite du même cordage, lequel est plié en deux, par le milieu, afin de former une boucle assez grande pour le capelage de cette couple sur un mât[1].